# Афіногенов Максим Сергійович
Максим Сергійович Афіногенов (рос. Максим Сергеевич Афиногенов; 4 вересня 1979, м. Москва, СРСР) — російський хокеїст, правий нападник.  Заслужений майстер спорту Росії (2002). 
Вихованець хокейної школи «Динамо» (Москва). Виступав за «Динамо» (Москва), «Рочестер Амерікенс» (АХЛ), «Баффало Сейбрс», «Атланта Трешерс», СКА (Санкт-Петербург).
В чемпіонатах НХЛ — 651 матч (158+237), у турнірах Кубка Стенлі — 49 матчів (10+13).
У складі національної збірної Росії учасник зимових Олімпійських ігор 2002, 2006 і 2010 (18 матчів, 4+3), учасник чемпіонатів світу 1999, 2000, 2002, 2004, 2005, 2008, 2010 і 2011 (61 матч, 16+11). У складі молодіжної збірної Росії учасник чемпіонатів світу 1998 і 1999. У складі юніорської збірної Росії учасник чемпіонату Європи 1996 і 1997.
Досягнення
- Бронзовий призер зимових Олімпійських ігор (2002)
- Чемпіон світу (2008), срібний призер (2002, 2010), бронзовий призер (2005)
- Чемпіон Росії (2005), срібний призер (1996)
- Володар Кубка Шпенглера (2010)
- Переможець молодіжного чемпіонату світу (1999), срібний призер (1998)
- Переможець юніорського чемпіонату Європи (1996).